# Kłymiwka (obwód połtawski)
Kłymiwka (ukr. Климівка) – wieś na Ukrainie, w obwodzie połtawskim, w rejonie połtawskim. W 2001 liczyła 1337 mieszkańców, spośród których 1268 wskazało jako ojczysty język ukraiński, 51 rosyjski, 1 węgierski, 15 ormiański, a 2 inny.